# The Adventures of Raggedy Ann and Andy
The Adventures of Raggedy Ann and Andy est une série télévisée d'animation américaine en treize épisodes de 30 minutes, diffusée entre le 17 septembre 1988 et le 1er septembre 1990 sur CBS. Elle est basée sur les personnages de Raggedy Ann et Andy de Johnny Gruelle.

## Fiche technique
Sauf indication contraire, les informations mentionnées dans cette section peuvent être confirmées par la base de données cinématographiques IMDb,  présente dans la section « Liens externes ».
- Titre original : The Adventures of Raggedy Ann and Andy
- Réalisation : Jeff Hall
- Scénario : Chris Weber, Karen Wilson, George Atkins, Gordon Bressack, Janis Diamond et Linda Woolverton, d'après les personnages de Johnny Gruelle
- Photographie :
- Musique : Bobby Bennett et David Storrs
- Casting : Ginny McSwain
- Montage :
- Décors :
- Production : Davis Doi
  - Producteur délégué : Peter Aries, Jr.
- Sociétés de production : CBS Entertainment Production
- Société de distribution : CBS Television Distribution
- Chaîne d'origine : CBS
- Pays d'origine :  États-Unis
- Langue originale : anglais
- Genre : Animation
- Durée : 30 minutes

## Distribution

### Acteurs principaux
- Christina Lange : Raggedy Ann
- Josh Rodine : Raggedy Andy
- Tracy Rowe : Marcella
- Charlie Adler : Grouchy Bear
- Dana Hill : Raggedy Dog
- Kenneth Mars : le chameau aux genoux tremblants

### Acteurs secondaires et invités
- Gaille Heideman : la mère
- Danny Mann
- Brian Cummings
- Katie Leigh
- Kath Soucie
- Sherry Lynn
- Patricia Parris
- Bob Bergen
- Ruth Buzzi
- Hamilton Camp
- Christine Cavanaugh
- Cam Clarke
- Danny Cooksey
- Peter Renaday
- Maggie Roswell
- Russi Taylor
- Michael Bell
- Nancy Cartwright
- Jennifer Darling
- Tony Jay
- Allan Melvin
- Rob Paulsen
- Neil Ross

## Épisodes
1. The Perriwork Adventure
2. The Pirate Adventure
3. The Mabbit Adventure
4. The Beastly Ghost Adventure
5. The Pixling Adventure
6. The Ransom of Sunny Bunny Adventure
7. The Megamite Adventure
8. The Boogeyman Adventure
9. The Christmas Adventure
10. The Sacred Cat Adventure
11. The Little Chicken Adventure
12. The Warrior Star Adventure
13. The Magic Wings Adventure